# Машинное зрение

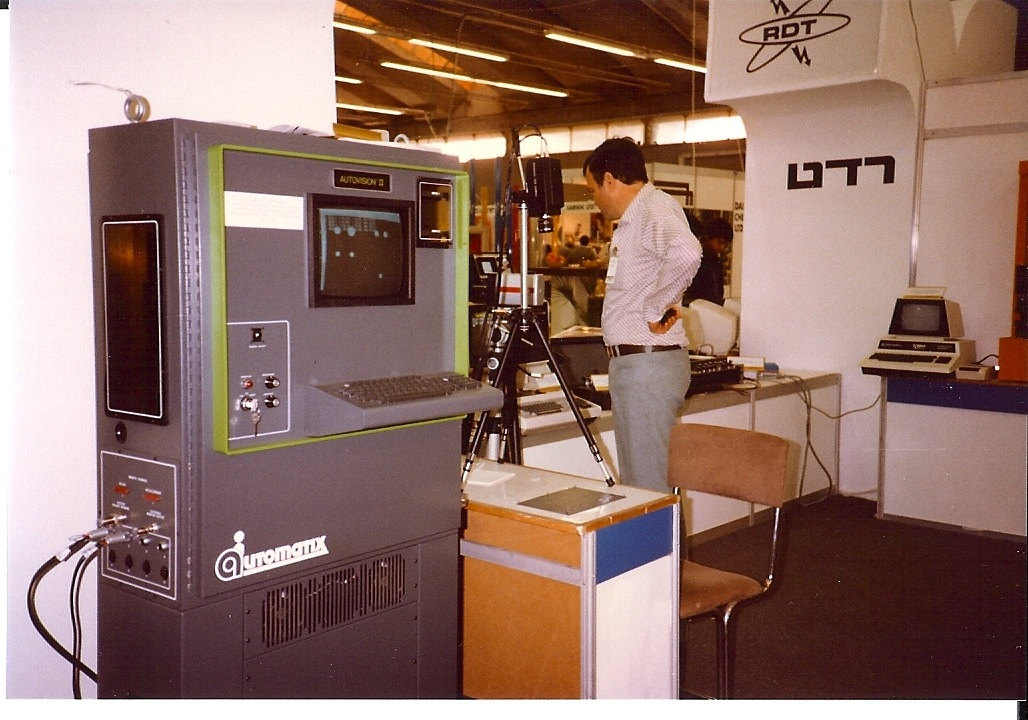
Ранняя система машинного зрения Автовижн II компании Автоматикс была продемонстрирована на выставке в 1983. Камера на штативе направлена вниз на стол с подсветкой для получения четкого изображения на экране, которое затем подвергается проверке на блобы

Машинное зрение — это применение компьютерного зрения для промышленности и производства. В то время как компьютерное зрение — это общий набор методов, позволяющих компьютерам видеть, областью интереса машинного зрения, как инженерного направления, являются цифровые устройства ввода-вывода и компьютерные сети, предназначенные для контроля производственного оборудования, таких как роботы-манипуляторы или аппараты для извлечения бракованной продукции. Машинное зрение является подразделом инженерии, связанное с вычислительной техникой, оптикой, машиностроением и промышленной автоматизацией. Одно из наиболее распространённых приложений машинного зрения — инспекции промышленных товаров, таких как полупроводниковые чипы, автомобили, продукты питания и лекарственные препараты. Люди, работавшие на сборочных линиях, осматривали части продукции, делая выводы о качестве исполнения. Системы машинного зрения для этих целей используют цифровые и интеллектуальные камеры, а также программное обеспечение, обрабатывающее изображение для выполнения аналогичных проверок.

## Введение
Системы машинного зрения запрограммированы для выполнения узкоспециализированных задач, таких как подсчет объектов на конвейере, чтение серийных номеров или поиск поверхностных дефектов. Польза системы визуальной инспекции на основе машинного зрения заключается в высокой скорости работы с увеличением оборота, возможности 24-часовой работы и точности повторяемых измерений. Так же преимущество машин перед людьми заключается в отсутствии утомляемости, болезней или невнимательности. Тем не менее, люди обладают тонким восприятием в течение короткого периода и большей гибкостью в классификации и адаптации к поиску новых дефектов.
Компьютеры не могут «видеть» таким же образом, как это делает человек. Фотокамеры не эквивалентны системе зрения человека, и в то время как люди могут опираться на догадки и предположения, системы машинного зрения должны «видеть» путём изучения отдельных пикселей изображения, обрабатывая их и пытаясь сделать выводы с помощью базы знаний и набора функций таких, как устройство распознавания образов. Хотя некоторые алгоритмы машинного зрения были разработаны, чтобы имитировать зрительное восприятие человека, большое количество уникальных методов были разработаны для обработки изображений и определения соответствующих свойств изображения.

## Компоненты системы машинного зрения
Хотя машинное зрение — процесс применения компьютерного зрения для промышленного применения, полезно перечислить часто используемые аппаратные и программные компоненты. Типовое решение системы машинного зрения включает в себя несколько следующих компонентов:
1. Одна или несколько цифровых или аналоговых камер (черно-белые или цветные) с подходящей оптикой для получения изображений
2. Программное обеспечение для изготовления изображений для обработки. Для аналоговых камер это оцифровщик изображений
3. Процессор (современный ПК c многоядерным процессором или встроенный процессор, например — ЦСП)
4. Программное обеспечение машинного зрения, которое предоставляет инструменты для разработки отдельных приложений программного обеспечения.
5. Оборудование ввода-вывода или каналы связи для доклада о полученных результатах
6. Умная камера: одно устройство, которое включает в себя все вышеперечисленные пункты.
7. Очень специализированные источники света (светодиоды, люминесцентные и галогенные лампы и т. д.)
8. Специфичные приложения программного обеспечения для обработки изображений и обнаружения соответствующих свойств.
9. Датчик для синхронизации частей обнаружения (часто оптический или магнитный датчик) для захвата и обработки изображений.
10. Приводы определённой формы, используемые для сортировки или отбрасывания бракованных деталей.

Датчик синхронизации определяет, когда деталь, которая часто движется по конвейеру, находится в положении, подлежащем инспекции. Датчик запускает камеру, чтобы сделать снимок детали, когда она проходит под камерой, и часто синхронизируется с импульсом освещения, чтобы сделать чёткое изображение. Освещение, используемое для подсветки деталей предназначено для выделения особенностей, представляющих интерес, и скрытия или сведения к минимуму особенностей, которые не представляют интереса (например, тени или отражения). Для этой цели часто используются светодиодные панели подходящих размеров и расположения.
Изображение с камеры попадает в захватчик кадров или в память компьютера в системах, где захватчик кадров не используется. Захватчик кадров — это устройство оцифровки (как часть умной камеры или в виде отдельной платы в компьютере), которое преобразует выходные данные с камеры в цифровой формат (как правило, это двумерный массив чисел, соответствующих уровню интенсивности света определённой точки в области зрения, называемых пикселями) и размещает изображения в памяти компьютера так, чтобы оно могло быть обработано с помощью программного обеспечения для машинного зрения.
Программное обеспечение, как правило, совершает несколько шагов для обработки изображений. Часто изображение для начала обрабатывается с целью уменьшения шума или конвертации множества оттенков серого в простое сочетание чёрного и белого (бинаризация). После первоначальной обработки программа будет считать, производить измерения и/или определять объекты, размеры, дефекты и другие характеристики изображения. В качестве последнего шага, программа пропускает или забраковывает деталь в соответствии с заданными критериям. Если деталь идёт с браком, программное обеспечение подаёт сигнал механическому устройству для отклонения детали; другой вариант развития событий, система может остановить производственную линию и предупредить человека работника для решения этой проблемы и сообщить, что привело к неудаче.
Хотя большинство систем машинного зрения полагаются на «чёрно-белые» камеры, использование цветных камер становится всё более распространенным явлением. Кроме того, всё чаще системы машинного зрения используют цифровые камеры прямого подключения, а не камеры с отдельным захватчиком кадров, что сокращает расходы и упрощает систему.
«Умные» камеры со встроенными процессорами захватывают все большую долю рынка машинного зрения. Использование встроенных (и часто оптимизированных) процессоров устраняет необходимость в карте захватчика кадров и во внешнем компьютере, что позволяет снизить стоимость и сложность системы, обеспечивая вычислительную мощность для каждой камеры. «Умные» камеры, как правило, дешевле, чем системы, состоящие из камеры, питания и/или внешнего компьютера, в то время как повышение мощности встроенного процессора и ЦСП часто позволяет достигнуть сопоставимой или более высокой производительности и больших возможностей, чем обычные ПК-системы.

## Методы обработки
Коммерческие пакеты программ для машинного зрения и пакеты программ с открытым исходным кодом обычно включают в себя ряд методов обработки изображений, таких как:
- Счетчик пикселей: подсчитывает количество светлых или темных пикселей
- Бинаризация: преобразует изображение в серых тонах в бинарное (белые и черные пиксели)
- Сегментация: используется для поиска и/или подсчета деталей
  - Поиск и анализ блобов: проверка изображения на отдельные блобы связанных пикселей (например, черной дыры на сером объекте) в виде опорных точек изображения. Эти блобы часто представляют цели для обработки, захвата или производственного брака.
  - Надежное распознавание по шаблонам: поиск по шаблону объекта, который может быть повернут, частично скрыт другим объектом, или отличным по размеру.
- Чтение штрихкодов: декодирование 1D и 2D кодов, разработанных для считывания или сканирования машинами
- Оптическое распознавание символов: автоматизированное чтение текста, например, серийных номеров
- Измерение: измерение размеров объектов в дюймах или миллиметрах
- Обнаружение краев: поиск краев объектов
- Сопоставление шаблонов: поиск, подбор, и/или подсчет конкретных моделей

В большинстве случаев, системы машинного зрения используют последовательное сочетание этих методов обработки для выполнения полного инспектирования. Например, система, которая считывает штрихкод может также проверить поверхность на наличие царапин или повреждения и измерить длину и ширину обрабатываемых компонентов.

## Применение машинного зрения
Применение машинного зрения разнообразно, оно охватывает различные области деятельности, включая, но не ограничиваясь следующими:
- Крупное промышленное производство[1]
- Ускоренное производство уникальных продуктов
- Медицинская диагностика
- Системы безопасности в промышленных условиях
- Контроль предварительно изготовленных объектов (например, контроль качества, исследование допущенных ошибок)
- Системы визуального контроля и управления (учет, считывание штрихкодов)
- Контроль автоматизированных транспортных средств
- Контроль качества и инспекция продуктов питания

В автомобильной промышленности системы машинного зрения используются в качестве руководства для промышленных роботов, а также для проверки поверхности окрашенного автомобиля, сварных швов, блоков цилиндров и многих других компонентов на наличие дефектов.

## Связанные области
Машинное зрение относится к инженерным автоматизированным системам визуализации в промышленности и на производстве, и в этом качестве машинное зрение связано с самыми разными областями компьютерных наук: компьютерное зрение, оборудование для управления, базы данных, сетевые системы и машинное обучение.
Не стоит путать машинное и компьютерное зрения. Компьютерное зрение является более общей областью исследований, тогда как машинное зрение является инженерной дисциплиной, связанной с производственными задачами.